# Ursprung (Gemeinde Dunkelsteinerwald)
Ursprung ist eine Ortschaft und eine Katastralgemeinde der Marktgemeinde Dunkelsteinerwald (Gemeinde), Niederösterreich.

## Geografie
Das Dorf Ursprung befindet sich zwei Kilometer westlich von Mauer bei Melk und ist über die Landesstraße L5353 erreichbar. Am 1. Jänner 2024 gab es in Ursprung 80 Einwohner.

## Geschichte
Im Franziszeischen Kataster von 1822 ist das Dorf mit zahlreichen Gehöften verzeichnet. Laut Adressbuch von Österreich waren im Jahr 1938 in Ursprung ein Gastwirt und ein Landwirt mit Direktvertrieb ansässig.